# Professor Layton en de Doos van Pandora
Professor Layton en de Doos van Pandora (レイトン教授と悪魔の箱, Reiton-kyōju to Akuma no Hako, Professor Layton and the Diabolical Box/Pandora's Box) is een puzzelavonturen videospel ontwikkeld door Level-5. Nintendo bracht dit spel op 25 september 2009 uit voor de Nintendo DS. Dit is het tweede Professor Layton-spel. Chronologisch gezien is dit het vijfde spel in de hoofdserie.
In dit spel reizen Professor Layton en zijn leerling Luke door het land om een nieuw mysterie op te lossen. Ze gaan op zoek naar de Elyseïsche Kist, een doos waarvan wordt gezegd dat die iedereen doodt die hem openmaakt.
Het spel bevat 153 puzzels. Het bevat veel klassieke puzzels, zoals de Knight's Tour, Solitaire en de Torens van Hanoi.

## Spelervaring
Net als in de voorgaande delen moet de speler omgevingen verkennen, puzzels oplossen en mysteries ontrafelen. Het oplossen van puzzels levert picarats op: hoe minder fouten de speler maakt, hoe meer picarats een puzzel oplevert. Voor welke puzzel kunnen drie hints worden gekocht met hintmunten die overal tijdens het verkennen te vinden zijn. Er zijn 220 hintmunten tegenover 459 hints, dus de speler moet enigszins zorgvuldig zijn met het kopen van hints.
Nieuw ten opzichte van het vorige deel is dat er een memo-functionaliteit is. In het puzzelscherm staat een 'memo'-knop. Door daar op te tikken verschijnt er op het onderste scherm een doorzichtig scherm waarop de speler kan tekenen om aantekeningen te maken, bijvoorbeeld.
Er zijn in totaal 153 puzzels te vinden, waarvan 138 in het verhaal en vijftien in 'Laytons Uitdagingen'. Via Nintendo Wi-Fi Connection kon de speler wekelijks een extra puzzel downloaden. Er verschenen meer dan dertig wekelijkse puzzels. Op 20 mei 2014 is de Nintendo Wi-Fi Connection-service stopgezet en is het niet meer mogelijk om de extra puzzels te downloaden.

### Minigames
Net als in het voorgaande deel heeft Professor Layton en de Doos van Pandora een aantal minigames. Nieuwe uitdagingen worden vrijgespeeld door het oplossen van puzzels. De minigames zijn als volgt:
1. Hamster: Gebruik de verzamelde voorwerpen om de mollige hamster weer in vorm te krijgen. Voorwerpen hebben elk hun eigen voorwaarden, plaats ze op zo'n manier dat de hamster een zo groot mogelijk afstand aflegt. Na het voltooien van de minigame helpt de hamster de speler bij het vinden van hintmunten;
2. Camera: Verzamel alle verloren onderdelen en repareer de camera. Op verschillende plekken kun je daarna een foto maken, maar die bevat altijd drie verschillende met de werkelijkheid. Na het vinden van de verschillen wordt een bijbehorende puzzel beschikbaar;
3. Theedoos: Meng de verzamelde ingrediënten om heerlijke theeën te zetten. Biedt een kop thee aan iedereen die in de put zit. Er zijn twaalf theerecepten en 26 theedrinkers om te vinden;

### Laytons uitdagingen
In het extra's menu kan de speler extra uitdagende puzzels vrijspelen onder de noemer Laytons uitdagingen. Er zijn vijftien puzzels verdeeld over vijf huizen. De kunnen vrij worden gespeeld als volgt:
1. Het huis van de muzikant: los alle zoek-de-verschillen puzzels in de camera-minigame op;
2. Het huis van de theetante: verzin alle theerecepten en voorzie iedereen van de juiste thee met de theedoos-minigame;
3. Het huis van de dierenvriend: train de hamster tot het hoogste niveau in de hamster-minigame;
4. Het huis van de tortelduifjes: los alle 138 puzzels uit het verhaal op;
5. Het huis van de puzzeldokter. los alle puzzels uit de eerste vier huizen op;

## Verhaal

### Synopsis
Professor Layton en Luke gaan op reis om het mysterie rondom de plotselinge dood van Dr. Schrader te ontrafelen. Tijdens hun onderzoek vinden ze naast het lichaam van Dr. Schrader een treinkaartje voor de Molentary Express. Er staat vreemd genoeg geen bestemming op het kaartje, dus ze hebben geen idee waar de luxe trein hen naartoe zal brengen…

### Samenvatting

#### Het avontuur
Dr. Andrew Schrader heeft de Elyseïsche kist bemachtigd. Het gerucht gaat dat het openen van die legendarische kist de dood tot gevolg heeft. Wanneer Professor Layton en Luke op bezoek komen, treffen ze het levenloze lichaam van Schrader aan. Van de Elyseïsche kist blijkt geen spoor en een treinkaartje zonder bestemming is hun enige aanknopingspunt. Ze bereiden zich voor en gaan op reis, stiekem gevolgd door Inspecteur Chelmey die het misdaadonderzoek leidt. Ook Flora (uit Professor Layton and the Curious Village) sluipt aan boord. Wanneer zij ontdekt wordt door het tweetal voegt ze zich bij hen.
Aan boord van de trein beginnen Professor Layton en Luke hun onderzoek. Ze ondervragen de andere passagiers en lossen het mysterie van een verdwenen hondje op. De trein maakt een tussenstop in het dorpje Dropstone, dat zijn vijftigjarig jubileum viert. De dorpsbewoners schijnen meer te weten over de Elyseïsche kist, maar willen er weinig over kwijt. Tijdens de festiviteiten ontdekken ze dat Sophia, de stichter van het dorp, ook op zoek was naar de Elyseïsche kist. Ze overleed een paar jaar geleden en haar kleindochter Katia zet de zoektocht voort. Als Layton, Luke en Flora terug aan boord van de trein gaan, zien ze ook Katia opstappen.
Onderweg naar Luxenbelle worden de passagiers beneveld door een slaapgas. Bij het ontwaken komen ze er achter dat een deel van de trein losgekoppeld is geweest. Ze zijn niet in Luxenbelle, maar in spookstad Folsense. Als het drietal de stad betreedt worden ze overvallen door een korte golf van misselijkheid. Flora voelt zich niet goed, dus Layton en Luke besluiten een hotel te zoeken en haar daar achter te laten. Het tweetal vindt uit dat de stad door hertog Herzen en zijn zonen Anton en Fredrich bovenop een mijn gesticht is. Zo'n vijftig jaar geleden werd een nieuw goudader ontdekt en begonnen er vreemde dingen voor te vallen rondom de stad. Veel inwoners vertrokken. Fredrich gebruikte het familiefortuin voor het oprichten van de Molentary Express en veranderde zijn naam om zijn echte identiteit te verbergen. Sophia blijkt een oud-inwoner van Folsense te zijn die samen met een aantal anderen naar een nabij gelegen dorp vluchtte. De achtergebleven inwoners verwijzen Layton en Luke naar het kasteel bovenop de mijn. Ze beweren dat Anton een vampier is en daar nog steeds woont.

#### De ontknoping
Layton en Luke keren terug naar het hotel, waar ze hun medepassagiers aantreffen. Inspecteur Chelmey heeft een van de conducteurs in de boeien geslagen op verdenking van het stelen van de Elyseïsche kist en het vermoorden van Dokter Schrader. Don Paolo heeft zich vermomd als Flora, wie hij in Dropstone heeft gekidnapt en achtergelaten. Hij heeft de kist in zijn bezit, maar laat deze vallen nadat hij ontmaskerd is. De kist blijkt leegt en het tweetal besluit een bezoek aan het kasteel te brengen om het mysterie op te lossen.
Anton verwelkomt zijn gasten verrassend genoeg vriendelijk, maar als het tweetal vragen begint te stellen over de kist, wordt hij achterdochtig. Layton en Luke worden opgesloten in de voorraadkamer van het kasteel. Tijdens hun ontsnapping ontdekken ze dat de mijn verbonden is met de kelder. Hoe dichterbij ze komen, hoe misselijker ze worden. De professor en Luke ontsnappen maar bij de uitgang van het kasteel beseft de professor dat in het kasteel alle antwoorden liggen die ze nodig hebben. Katia is ook in het kasteel en Anton ziet haar aan voor Sophia. Hierdoor komt het tot een schermgevecht met Layton. Anton raakt al snel uitgeput en Katia onthuld dat Anton haar opa is. Ze vertelt dat haar oma destijds Folsense verlaten heeft om haar ongeboren kind (uiteindelijk Katia's moeder) te beschermen en dat ze inmiddels is overleden. Vol ongeloof ontsteekt Anton in woede en hakt de ketting die de kroonluchter hooghoudt door. De impact zorgt ervoor dat het kasteel begint in te storten. Iedereen komt veilig buiten voordat het kasteel volledig in de ondergelegen mijn stort.
Layton legt uit dat er bij de ontdekking van de goudader vijftig jaar geleden een hallucinerend gas vrij is gekomen. Dat gas had effect op iedereen in Folsense. Nu het kasteel in de mijn is gestort kan het gas niet meer ontsnappen en houden de hallucinaties op. Anton blijkt een oude man te zijn, die woont in een verbannen, verlaten stad. De professor vermoedt dat er een deel van het gas in de kist terecht is gekomen en dat iedereen die de mythe van de kist gelooft, overlijdt. Dan herinnert Anton zich dat de kist een verborgen boodschap voor zijn vrouw bevat. Luke opent een verborgen ruimte in de kist en er blijkt een boodschap terug aan Anton in te zitten, waarin Sophia haar liefde voor hem uitspreekt. Sophia schrijft dat ze hoopt dat hij Katia leert kennen voor ze elkaar in het hiernamaals ontmoeten. Het tweetal vertrekt terug naar Londen.

#### Epiloog
Onderweg pikken ze Flora op en lezen ze in de krant dat Dr. Schrader slechts tijdelijk in coma heeft gelegen en dat hij volledig hersteld is. Ze besluiten hem een bezoek te brengen zodra ze terug zijn.

## Personages
Net als in de voorgaande twee spellen in de hoofdserie zijn Professor Hershel Layton en Luke Triton de protagonisten. Flora Reinhold (die het tweetal ontmoette in het Professor Layton and the Curious Village) sluit zich bij het tweetal aan om ze te vergezellen tijdens het avontuur. Beluga is de eigenaar van de Molentary Express en de oom van conducteur Sammy Thunder. Hij, Don Paolo en ene Katia zijn alle drie net als Layton en Luke op zoek naar de elyseïsche kist. Anton is een vermeende vampier. Hij is de broer van Beluga en de grootvader van Katia.

## Trivia
- Het spel is opgenomen in het boek 1001 Video Games You Must Play Before You Die van Tony Mott.